# 月詹會

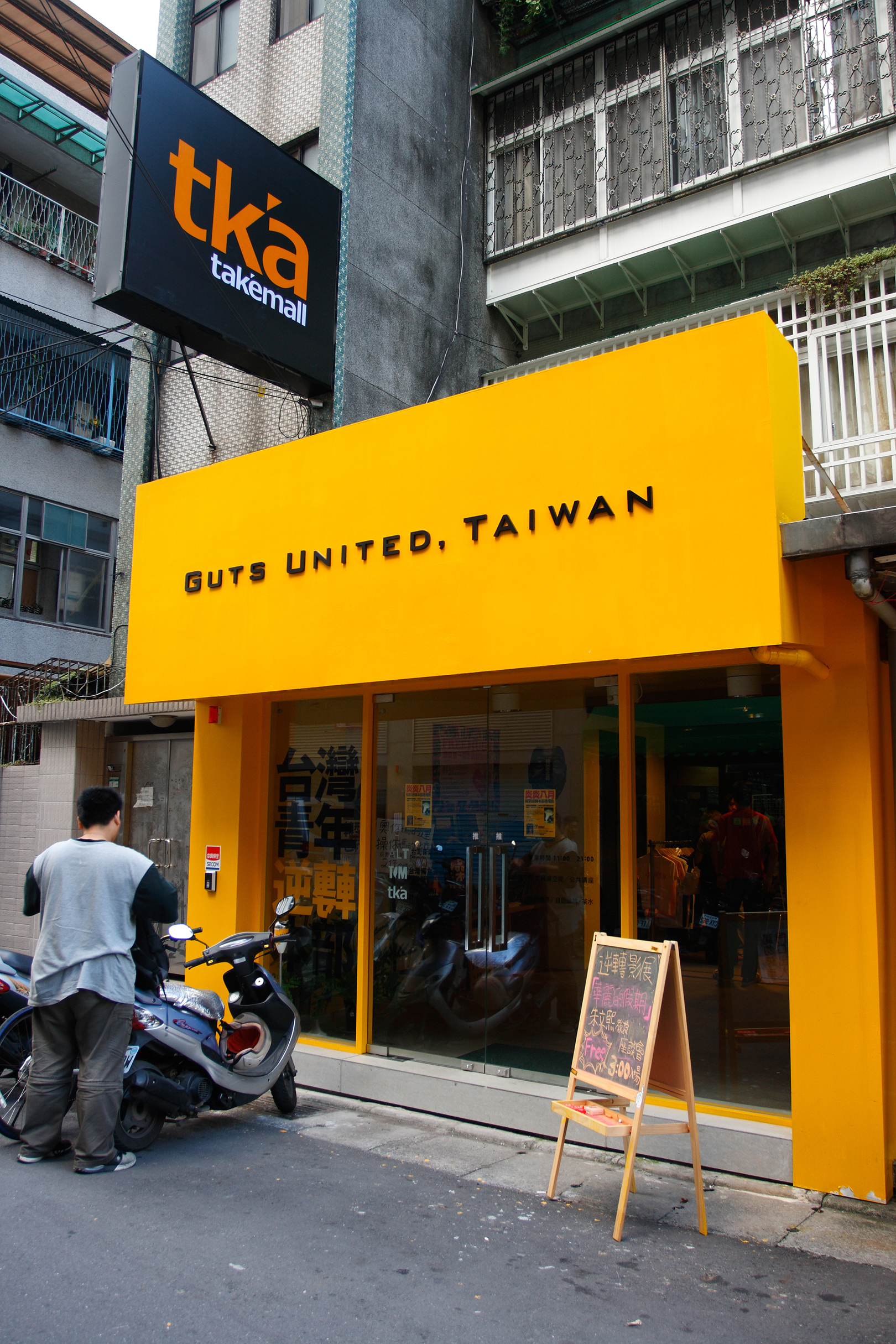
台肯會社有限公司、台灣青年逆轉本部原址

月詹會，原名台灣青年逆轉本部，為台灣一社團法人，於2008年二月在閃靈樂團主唱主唱林昶佐(Freddy Lim)的推動下成立，2009年底改為現名，常與國際特赦組織台灣總會、台灣圖博之友會、台灣人權促進會等組織合作，也常參與民進黨或台灣綠黨的遊行與街頭運動。
成立時主要目的為支持民主進步黨提名總統候選人謝長廷。當時並在台中市、高雄市、宜蘭縣、桃園縣等地組成「逆轉分部」、「逆轉隊」，印製《逆轉快報》，宣傳理念。
組織成員以音樂、電影、娛樂、網路及藝文領域為主，主要關切議題為青年、人權、環保、文化政策、台灣國家認同等，這些主要藝文圈的成員在台灣青年逆轉本部尚未正式成立以前，便串連推動「台灣魂」、「西藏自由」、「正義無敵音樂會」等大型具有社會意識的藝文活動；組織成立之後，則將理念推動的工作組織化、系統化，進行長期工作。
曾參與的較知名活動包括「向正港Rocker鄭南榕致敬」、力挺中華職棒球員成立工會、反對《農村再生條例》、西藏自由音樂會、曾三度獲提名諾貝爾和平獎的世界維吾爾代表大會議長熱比婭之紀錄片《愛的十個條件》全台巡演、正義無敵音樂會以及電影《眼淚》全台巡演等。

## 外部連結
- 月詹會 官方網站